# Lovitura de stat din El Salvador din 1979
Lovitura de stat din El Salvador din 1979 a fost o lovitură de stat militară care a avut loc în El Salvador la 15 octombrie 1979. Lovitura de stat, condusă de tineri ofițeri militari, l-a răsturnat fără vărsare de sânge pe președintele militar Carlos Humberto Romero și l-a trimis în exil. Partidul Concilierii Naționale a pierdut controlul asupra puterii, iar în locul său, armata a înființat Junta Guvernului Revoluționar din El Salvador (JRG). Junta era compusă din doi ofițeri militari și trei civili.
Junta Guvernului Revoluționar s-a declarat a fi o „juntă reformistă” care va adopta reforme politice și economice. În realitate, a continuat să reprime opoziția politică, mai ales după ascensiunea mai multor grupuri militante de stânga la începutul anilor 1980. Lovitura de stat este citată în mod obișnuit ca fiind începutul războiului civil salvadorian de doisprezece ani.

## Context
Partidul Concilierii Naționale (PCN) a deținut un control ferm asupra politicii salvadoriene de la alegerile Adunării Constituționale din Salvador din 1961 și de la alegerile prezidențiale din Salvador din 1962, în urma dizolvării atât a Juntei guvernamentale în 1961, cât și a Directorului Civic-Militar în 1962. Guvernul PCN a fost susținut de Statele Unite, deoarece stilul său de guvernare, o dictatură militară, a fost văzută ca „cea mai eficientă [modalitate de] limitare a pătrunderii comunismului în America Latină”. Garda Națională Salvadoriană a fost echipată și instruită de Statele Unite și CIA, ambele sprijinind direct regimul PCN.
De-a lungul anilor 1960 și 1970, multe grupuri politice au apărut în opoziție cu guvernul militar al Partidului Concilierii Naționale. Partidul Creștin Democrat (PDC) a fost principalul adversar al PCN, câștigând o influență semnificativă în Adunarea Legislativă. La alegerile prezidențiale din 1972, candidatul PDC José Napoleón Duarte, sub steagul Uniunii Naționale de Opoziție (ONU), a fost declarat câștigător al alegerilor cu 6.000 de voturi de către Consiliul Electoral Central, însă rezultatul a fost anulat, iar Adunarea Legislativă l-a votat președinte pe candidatul PCN Arturo Armando Molina. Duarte a fost arestat, torturat și exilat în Venezuela pentru victoria sa la alegerile din 1972.

Președintele Carlos Humberto Romero, care a fost înlăturat de lovitura de stat.

Alte grupuri, mai puțin politice, care au apărut au inclus Frontul Unit pentru Acțiune Revoluționară (FUAR), Partidul Renovării (PAR), Federația Sindicală Unitară din El Salvador (FUSS), Frontul Unificat de Acțiune Populară (FAPU) și Federația Creștină a Țăranilor din El Salvador (FECCAS). Pentru a combate opoziția politică și militantă față de guvern, președintele Julio Adalberto Rivera a înființat Organizația Națională Democrată (ORDEN). Organizația a fost condusă de generalul José Alberto Medrano și plasată sub administrarea Agenției Naționale de Securitate din El Salvador (ANSESAL). ORDEN a fost un grup de mai multe echipe ale morții controlate de guvern care au fost folosite pentru arestarea și torturarea oponenților politici, intimidarea alegătorilor, trucarea alegerile și uciderea țăranilor. ORDEN pretindea că are undeva între 50.000 și 100.000 de membri la apogeul său la sfârșitul anilor 1960. Unele dintre cele mai cunoscute echipe ale morții au inclus Forțele Armate Anti-Comuniste de Eliberare – Războiul de Eliminare (FALANGE) și Uniunea Războinicilor Albi (Mano Blanca).
Războiul fotbalului dintre El Salvador și Honduras din iulie 1969 a determinat 300.000 de refugiați salvadorieni să părăsească Honduras pentru a se refugia în siguranță în El Salvador. Aceștia au crescut rata șomajului și a criminalității, slăbind economia națiunii. Refugiații veniți din Honduras au suprapopulat țara deja dens populată. Aceștia trăiau în sărăcie și trebuiau să se întrețină singuri, fără niciun ajutor guvernamental. Cetățenii săraci i-au susținut pe candidații opoziției în alegeri, deoarece guvernul nu făcea aproape nimic pentru a-i sprijini, dar rezultatele au fost întotdeauna falsificate de guvern, iar săracii au fost hărțuiți de ORDEN. Creșterea numărului de salvadorieni săraci din țară a permis grupărilor militante precum Forțele Populare de Eliberare Farabundo Martí (FPL), Partidul Comunist din El Salvador (PCES), Rezistența Națională (RN) și Armata Revoluționară a Poporului (ERP) să crească în mărime și număr.
În martie 1979, președintele Carlos Humberto Romero a încercat să negocieze cu oponenții săi politici din cauza izbucnirii Revoluției din Nicaragua cu un an înainte, sperând să prevină o revoluție împotriva propriului său guvern. Drept urmare, forțele de opoziție, care au sesizat slăbiciunea guvernului, au organizat greve și au mărșăluit pe străzile din San Salvador, iar mulțimile au ocupat clădirile publice. Soldații lui Romero au zdrobit grevele și marșurile folosind muniție reală asupra protestatarilor. Evenimentul a fost transmis în Statele Unite și Europa și a determinat Costa Rica, Japonia, Elveția, Regatul Unit și Germania de Vest, să-și închidă ambasadele din El Salvador, invocând o „spirală incontrolabilă a violenței”.

## Lovitura de stat

### Context și planificare
În iulie 1979, regimul lui Anastasio Somoza Debayle a fost răsturnat în cadrul Revoluției din Nicaragua, iar sandiniștii au câștigat puterea în Nicaragua. Acest eveniment a determinat mulți oficiali militari din El Salvador să se teamă că guvernul lui Romero va cădea probabil în curând în mâinile forțelor de gherilă de stânga cu sprijin sandinist, iar mai mulți ofițeri militari au planificat o lovitură de stat pentru a împiedica El Salvador „să aibă aceeași soartă ca Nicaragua”. Corpul de 800 de ofițeri din armata a decis să acționeze pentru a-l înlătura pe Romero și a instala propriul guvern cu sprijinul Statelor Unite.
Înainte ca lovitura de stat să fie organizată, trei grupuri diferite au început fiecare să pună la cale propriile tentative de lovitură de stat. În mai 1979, colonelul Ernesto Claramount, un creștin-democrat care trăia în exil în Costa Rica, a cerut armatei să-l înlăture pe Romero. Constituționaliștii din armată sub conducerea colonelului Adolfo Arnoldo Majano Ramos doreau să aducă mai multe reforme economice și politice în El Salvador, în timp ce cei pro-americane, au sprijinit oligarhii, care doreau să susțină reformele și să protejeze interesele statului și să zdrobească organizațiile de stânga, l-au sprijinit pe colonelul Jaime Abdul Gutiérrez Avendaño. Între timp, oligarhii i-au sprijinit pe reacționarii extremiști din armată pentru a-și proteja propriile interese. Potrivit memoriilor colonelului Gutiérrez Avendaño, lovitura de stat a fost amânată de trei ori. El a susținut că Romero a aflat despre conspirație, dar nu a luat nicio măsură serioasă pentru a o preveni.

### Înlăturarea lui Romero
Pe 15 octombrie 1979, la ora locală 8:15, grupul de ofițeri militari, numit Tineretul Militar, a adunat Forțele Armate din El Salvador pentru a răsturna guvernul lui Romero. Forțele armate au fost conduse de coloneii Majano Ramos și Gutiérrez Avendaño. Lovitura de stat a reușit fără a exista victime și a dus la demisia lui Romero. El a fost acuzat de corupție, fraudă electorală și încălcarea drepturilor omului, dar Romero a fugit în exil în Guatemala după ce a negociat un acord cu armata pentru a părăsi El Salvador până la 18:30 ora locală. Generalul de divizie Federico Castillo Yanes (ministrul Apărării Naționale) și coloneii Antonio Corleto (directorul Gărzii Naționale), Antonio López (directorul Poliției Naționale), Oscar René Serrano (directorul Poliției Trezoreriei) și Roberto Santibáñez (directorul Poliției Politice) au părăsit, de asemenea, țara plecând în exil.
În urma loviturii de stat, armata a înființat Junta Guvernamentală Revoluționară de centru-stânga. Junta era formată din coloneii Majano Ramos și Gutiérrez Avendaño și trei civili: Guillermo Manuel Ungo Revelo, Mario Antonio Andino și Román Mayorga Quirós. Ungo Revelo era un politician socialist democrat care s-a opus guvernului PCN în anii 1970, Andino era fostul vicepreședinte al Camerei de Comerț și Industrie din El Salvador (CCIES), iar Mayorga Quirós era membru al Universității Americii Centrale. Garda Națională din Salvador a susținut lovitura de stat și majoritatea liderilor acesteia au devenit loiali juntei. Generalul de brigadă José Guillermo García a fost numit ministrul apărării naționale de către juntă.
Junta a dizolvat ORDEN, ceea ce a dus la funcționarea independentă a escadrilelor morții în timpul a ceea ce a devenit Războiul Civil din Salvador. Junta însăși a fost sursa încălcărilor drepturilor omului, cum ar fi crimele în masă, tortura, execuțiile și disparițiile inexplicabile. În ciuda dizolvării ORDEN, junta și-a folosit propriile escadroane ale morții pentru a comite atrocitățile.

### Implicarea Statelor Unite
Guvernul Statelor Unite a avut un rol activ în lovitura de stat. Complotiștii au declarat că au obținut mai întâi aprobarea prealabilă a SUA pentru lovitura de stat. Este clar că SUA cunoșteau planul dinainte. Statele Unite au fost cel mai mare susținător al lui Romero, dar în octombrie 1979, SUA au decis că au nevoie de o schimbare de regim. Ofițerii recrutați de SUA au promis reforme, drepturi politice și amnistie pentru toți prizonierii politici. În urma loviturii de stat, Statele Unite au recunoscut imediat legitimitatea juntei ca guvern al El Salvadorului. Sub Jimmy Carter și Ronald Reagan, junta și guvernul civil ulterior au primit ajutor și finanțare masivă din partea Statelor Unite.
Lovitura de stat a fost proclamată drept o „lovitură de stat reformistă” care a instituit o „juntă reformistă”, similară Consiliului Militar Revoluționar din Vietnamul de Sud, în timpul loviturii de stat sud-vietnameze din 1963, care l-a răsturnat pe Ngô Đình Diệm. În ambele cazuri, Statele Unite au trimis sprijin sporit noului guvern.
Președintele juntei, Majano Ramos, avea tendințe de stânga. Statele Unite contau pe influența de dreapta a lui Gutiérrez și, mai târziu, a lui Duarte, contrabalansând influența de stânga a lui Majano Ramos. Aceștia au reușit în cele din urmă când Majano Ramos a demisionat din funcția de președinte și comandant-șef în mai 1980, iar apoi din juntă în întregime în decembrie 1980. Ulterior, a fost arestat de juntă în februarie 1981 și a plecat în exil în Panama în martie 1981, după ce a fost eliberat. Demisia sa i-a permis lui Gutiérrez Avendaño să devină comandant-șef și președinte al juntei în mai 1980. A rămas președinte și comandant șef până în decembrie 1980, când Duarte a devenit președinte al juntei, funcție în care a rămas până la alegerile prezidențiale din 1982.

## Urmări

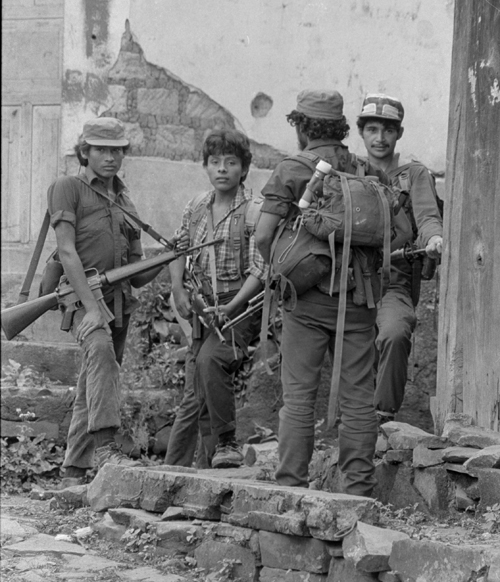
Combatanți ERP din Perquín în 1990.

În săptămânile imediat următoare loviturii de stat, mii de civili au mărșăluit pe străzile din San Salvador. Au ocupat biserici și s-au adunat în jurul clădirilor guvernamentale, cerând juntei să dea informații despre toți cei care dispăruseră sub regimul militar. Ei au cerut, de asemenea, scăderea prețurilor chiriilor, creșterea salariilor și instituirea reformei agrare. În ciuda faptului că ORDEN a fost dizolvat oficial de juntă în octombrie 1979, fostele sale forțe paramilitare au continuat să opereze în timpul războiului civil. Arhiepiscopul Óscar Arnulfo Romero y Galdámez a susținut cu prudență junta care a fost înființată, afirmând că obiectivele juntei de reformă sunt de bunăvoință, dar a avertizat că „promisiunile frumoase nu sunt legi”.
Lovitura de stat din 1979 a permis ascensiunea grupurilor militante de stânga în țară. Cele mai mari cinci grupuri, Forțele Populare de Eliberare Farabundo Martí (FPL), Partidul Comunist din El Salvador (PCES), Rezistența Națională (RN), Armata Revoluționară a Poporului (ERP) și Partidul Revoluționar al Muncitorilor din America Centrală – El Salvador (PRTC), și-au unit forțele la 10 octombrie 1980, la aproape un an după lovitura de stat, pentru a forma Frontul de Eliberare Națională Farabundo Martí (FMLN), cea mai proeminentă forță de opoziție a guvernului salvadorian în timpul războiului civil din Salvador. Grupul a fost numit după Augustín Farabundo Martí Rodríguez, liderul Partidului Comunist în timpul unei revolte din 1932, care a dus la masacrarea a 10.000 până la 40.000 de țărani sub conducerea lui Maximiliano Hernández Martínez, care el însuși avea o echipă a morții de extremă dreapta numită după el.
În timpul guvernării juntei din 1979 până în 1982, aproximativ 20.000 de civili salvadorieni au fost uciși, organizațiile pentru drepturile omului estimând că până la 80% au fost uciși direct de către juntă. În 1980, Garda Națională echipată de SUA a masacrat 300–600 de civili în Chalatenango, iar în 1981, Batalionul Atlácatl, antrenat de SUA, a masacrat 800 de civili în satul El Mozote. Junta a negat acuzațiile de utilizare a echipelor morții pentru a se proteja, susținând în schimb că era o problemă pe care nu o putea controla. Războiul civil care a rezultat a ucis între 70.000 și 80.000 de oameni și a durat doisprezece ani din 1979, începând cu lovitura de stat, până în 1992, odată cu semnarea Acordurilor de Pace de la Chapultepec.
Lovitura de stat din 1979 a fost ultima lovitură militară de succes din istoria El Salvadorului.